# Micachu
Micachu, pseudonimo di Mica Levi (Surrey, 28 febbraio 1987), è una cantautrice e compositrice britannica.
Ha realizzato le colonne sonore dei film Under the Skin (2013), Jackie (2016), Zola (2020) e La zona d'interesse (2023).
I suoi album vengono spesso pubblicati a nome Micachu & The Shapes.

## Discografia parziale
- 2009 - Jewellery (con The Shapes)
- 2010 - Kwesachu Mixtape Vol.1 (mixtape con Kwes)
- 2011 - Chopped and Screwed (con The Shapes & the London Sinfonietta)
- 2012 - Never (con The Shapes)
- 2015 - Good Sad Happy Bad (con The Shapes)
- 2016 - Remain Calm (con Oliver Coates)

## Colonne sonore
- 2013 - Under the Skin
- 2016 - Jackie
- 2019 - Monos - Un gioco da ragazzi
- 2020 - Small Axe, 5 puntate
- 2023 - La zona d'interesse (The Zone of Interest)

## Premi e riconoscimenti

### Premio Oscar
- 2017 - Nomination migliore colonna sonora per Jackie

### Premio BAFTA
- 2015 - Nomination miglior colonna sonora per Under the Skin
- 2017 - Nomination miglior colonna sonora per Jackie

### European Film Awards
- 2014 - Miglior colonna sonora per Under the Skin

### British Independent Film Awards
- 2013 - Nomination miglior contributo tecnico per la musica per Under the Skin